# Cheng od Chua
Cheng od Chua (kineski 楚成王; Chǔ Chéng Wáng) bio je drevni kineski kralj, vladar države Chua.
Nije poznato kada je rođen, a bio je sin kralja Wena od Chua te brat kralja Du'aoa.
Osobno ime mu je bilo Yun (惲).
Cheng je ubio svog brata te je postao kralj.
Bio je oženjen kraljicom Zheng Mao te je imao sinove Mua i Zhija.
Mu je prisilio svog oca na čin samoubojstva vješanjem. 